# 阮玉福祥
宜春公主阮玉福祥（越南语：／；1841年7月8日—1865年3月20日），越南阮朝明命帝第六十四女，生母惠嬪陳氏勳。

## 生平
紹治元年五月二十日（1841年7月8日），阮玉福祥在順化皇城出生，她是明命帝的遺腹女。嗣德十年（1857年），公主17歲，下嫁左軍都統黃戰之子黃素。嗣德十八年二月二十三日（1865年3月20日），福祥去世，享年二十五歲。嗣德帝追贈為宜春公主，諡婉芳。葬於承天府香水縣居正總楊春社（今屬承天順化省香水市社）。
宜春公主育有一子一女。